# Jezioro Rybne
Białe (Rybne) (niem. Klare See, Klarer See, Klare Pfuhl, Klare Wasch, Schafwasch) – jezioro na Wzgórzach Bukowych, położone w województwie zachodniopomorskim, w powiecie gryfińskim, gminie Stare Czarnowo, w otulinie Puszczy Bukowej.
Powierzchnia akwenu wynosi 0,94 ha. Jezioro Białe jest niewielkim zbiornikiem wodnym położonym na wschodnim krańcu Polany Kołowskiej w pobliżu wsi Kołowo, w lejkowatym dość głębokim obniżeniu. Jest to najwyżej położone jezioro na obszarze Puszczy Bukowej. Nad jeziorem domek wypoczynkowy Rejonowej Dyrekcji Zarządu Lasów Państwowych (tzw. "Baba Jaga"). Nazwa jeziora przypomina, że w XIX w. w pobliskim folwarku Osetne Pole była duża owczarnia i owce przed strzyżeniem były myte w wodach tego jeziora.